# Лихтнер, Хорст
Хорст Ли́хтнер (нем. Horst Lichtner) — генеральный секретарь Международной федерации хоккея с шайбой (International Ice Hockey Federation, IIHF).

## Биография
Родился в 1959 году в немецком городе Эссен.
С 1994 по 1997 год занимал пост исполнительного директора компании CWL Marketing AG — коммерческого партнера IIHF. Участвовал в организации чемпионатов мира по хоккею в 1996 и 1997 году.
С 1997 по 2001 год занимал должность директора по маркетингу компании Marketing Director of TEAM AG, коммерческого партнера Лиги чемпионов УЕФА.
С 2001 по 2006 год являлся директором по маркетингу Футбольной ассоциации Германии (German Football Association).
С 1 ноября 2006 года занимает должность Генерального секретаря Международной федерации хоккея с шайбой.